# Biblioteca del Collegio Ghislieri
La Biblioteca del Collegio Ghislieri è una delle più antiche di Pavia, sorse infatti nella seconda metà del XVI secolo e conta un patrimonio di oltre 130.000 volumi, 11 incunaboli, 513 cinquecentine, 16.923 volumi stampati tra XVII e XIX secolo e 239 periodici, 39 dei quali attivi.

## Storia

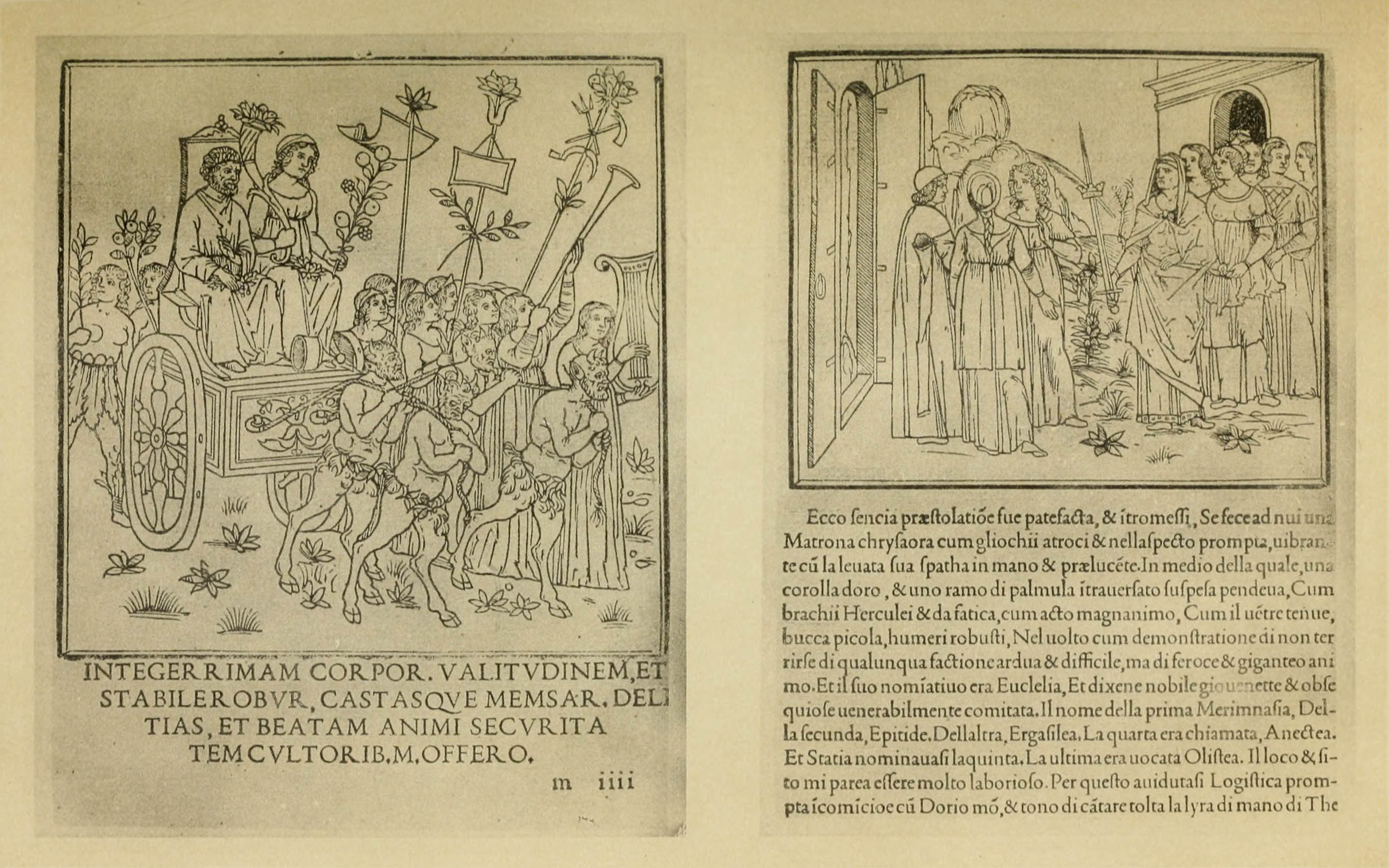
l’Hypnerotomachia Poliphili stampata a Venezia nel 1499 da Aldo Manuzio.

Il collegio Ghislieri venne fondato nel 1567 da San Pio V, il quale donò all’ente alcuni volumi, che costituirono il nucleo iniziale della biblioteca, arricchita pochissimi anni dopo da altre raccolte librarie estratte dalla biblioteca del monastero di San Pietro in Ciel d'Oro, antico cenobio fondato in età longobarda, che per volontà del pontefice dovette cedere al collegio, oltre ai volumi, anche l’importante feudo di Lardirago. Attraverso queste due vie, verosimilmente, giunsero nella neonata biblioteca le opere antiche, come l'Hypnerotomachia Poliphili stampata a Venezia nel 1499 da Aldo Manuzio, considerata da molti il più bel libro nella storia della stampa. Nel 1754, per volontà di Maria Teresa, il collegio Ghislieri dovette temporaneamente ospitare la neonata biblioteca Universitaria, poi trasferita nel 1778 all’interno del palazzo Centrale dell’Università. Successivamente la biblioteca si è costantemente arricchita sia tramite l’acquisto di nuovi volumi, sia grazie alla donazione di fondi librari, gran parte di essi per lascito da parte di grandi intellettuali e studiosi, alcuni dei quali furono allievi del collegio. La biblioteca ha siglato un accordo con Google Books, che ha permesso la digitalizzazione di alcune opere conservate e, nel 2013, è stato un progetto di catalogazione informatizzata di tutte le raccolte librarie della biblioteca.

## La sede
La biblioteca è ospitata all’interno del palazzo del collegio, edificio progettato da Pellegrino Tibaldi nel 1571 in stile manierista, presenta forme austere e rigorose, soprattutto nella facciata, dove l’unico elemento che vivacizza il prospetto principale è l’elegante portale di scuola romana, al vertice del quale si trova, entro un timpano, lo stemma dei Ghislieri. Internamente, la struttura presenta un grande quadriportico sorretto da colonne binate e logge ai piani superiori.

## I fondi librari
La biblioteca dispone di 22 fondi, tra i principali ricordiamo:
Fondo Ciapessoni: donato da Pietro Ciapessoni (Bellagio 1883- Pavia 1943), docente di Diritto Romano presso l’università di Padova, Pavia e Milano e rettore del collegio dal 1914 al 1943, il fondo consiste in 9.155 volumi.
Fondo Prini: raccoglie 6.459 volumi (principalmente di filosofia, teologia e letteratura) appartenuti a Pietro Prini (Belgirate 1915- Pavia 2008) che fu alunno del collegio Borromeo e poi docente Filosofia all’università di Genova (1946) e successivamente di Filosofia Teoretica presso l’università di Perugia e poi di Storia della Filosofia a Roma (1964).
Fondo Pellegrini: formato dalla biblioteca di Alessandro Pellegrini (Cernobbio 1897- Milano 1985), docente di Lingua e Letteratura Tedesca presso le università di Catania e di Pavia, consiste in 5.604 volumi.
Fondo Frassi: donato da Domenico Frassi (Pian Camuno 1891 – Milano 1955), che fu alunno del collegio e, sempre a Pavia, si laureò in Filosofia. Frassi fu docente di Storia e Filosofia presso il liceo Manzoni di Milano e fu il fondatore, sempre a Milano del liceo Leonardo da Vinci. Antifascista, fu componente del Comitato di Librazione Nazionale. Il fondo è formato da 4.954 volumi, alcuni dei quali rari e antichi.
Fondo Vegetti: raccoglie 3.138 volumi appartenuti a Mario Vegetti (Milano 1937- 2018), alunno del collegio e poi docente di Storia della Filosofia Antica presso l’università di Pavia dal 1975 al 2005 e poi alla scuola Superiore IUSS di Pavia e alla scuola Europea di Studi Avanzati dell'università degli Studi Suor Orsola Benincasa di Napoli.
Fondo Tortora: contiene 2.900 volumi appartenuti a Plinio Tortora (Torre Annunziata 1889- Milano 1971), direttore delle Poste della Stazione Centrale di Milano e grande bibliofilo.
Fondo Pinelli: conserva la biblioteca (formata da 2.475 volumi) di Paolo Pinelli (Mantova 1921 – Milano 2015), alunno del collegio e docente di Clinica delle Malattie Nervose e Mentali a Pavia (1955) e poi di Neurologia alla Cattolica di Milano (1966- 1972), per poi tornare a insegnare a Pavia fino al 1980, quando ottenne la cattedra di Neurologia all’università di Milano. Fu anche vicepresidente World Federation of Neurology dal 1976 al 1981.
Fondo Di Nolfo: donato da Ennio Di Nolfo (Melegnano 1930- Firenze 2016), allievo del collegio ghislieri, fu docente a Padova (1957-77) e presso la facoltà Cesare Alfieri di Firenze (1978-2000), prorettore per le Relazioni internazionali dell'Università di Firenze (2000-2005). Il fondo conta 2.813 volumi.
Fondo Peroni: raccoglie 2.139 volumi donati da Angelo Lino Peroni (Pavia 1926- 2004), Storia e Critica del Cinema presso l'Università di Pavia e fondatore dell’Istituto di Storia del Cinema dell’ateneo pavese.
Fondo Micheli: donato da Gian Antonio Micheli (Milano 1913- Roma 1980), alunno del collegio e docente di Diritto Processuale Civile presso le università di Parma, Urbino, Bari, Firenze e poi Diritto Tributario a Roma, la prima cattedra di questa materia istituita in Italia. Il fondo conta 1.889 volumi.
Fondo Vegetti Finzi: donato a Silvia Vegetti Finzi (Brescia 1938), docente di Psicologia Dinamica presso l’università di Pavia dal 1975 al 2005, componente del Cominato Nazionale di Bioetica, pubblicista e moglie di Mario Vegetti, il fondo conta 1.670 volumi.

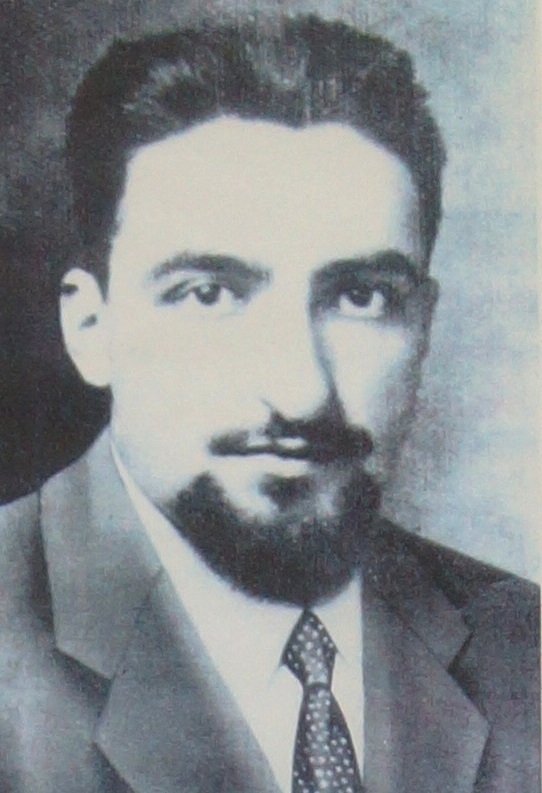
Teresio Olivelli (Bellagio 1916- Hersbruck 1945).

Fondo Buzio: contiene 793 volumi lasciati da Alessandro Buzio (Pavia 1893- Milano 1972), laureato in Scienze Economiche e Commerciali all’università di Firenze, partecipò alla prima guerra mondiale come pilota di caccia, fu un pluridecorato asso dell’aviazione italiana durante il conflitto.
Fondo Olivelli: raccoglie parte della biblioteca di Teresio Olivelli (Bellagio 1916- Hersbruck 1945), laureato in Giurisprudenza presso l’università di Pavia, fu nominato rettore del collegio nel 1943. Antifascista, aderì alla resistenza e morì nel lager di Hersbruck. Fu beatificato nel 2017. Il fondo conta 487 volumi.
Fondo Berzolari: donato da Luigi Berzolari (Napoli 1863- Pavia 1949) docente di Algebra e Geometria Analitica presso l’università di Pavia dal 1889 al 1935 e rettore dell’ateneo nel 1909- 1913 e dal 1920 al 1922, il fondo è formato da 330 volumi.